# Neartros
Neartros (av grekiskans neos = ny och arthron = led) är en nybildning av en led på ett avvikande ställe.
Neartros uppkommer främst när ett ben i en led hamnat fel, och försummats att omedelbart dras rätt. Kring det ställe där ledens ben stöter mot annat ben uppstår då en vallartad broskbildning kring det lösa benet, och bindväv skapas kring en ledkapselsliknande bildning. 
Vid en ofullständig eller utebliven benläkning kan en liknande "falsk led" uppstå, så kallad Pseudartros.